# 大眼清耀獅魚
大眼清耀獅魚，為輻鰭魚綱鮋形目杜父魚亞目獅子魚科的其中一種，分布於北太平洋區，包括堪察加半島東南部、千島群島南部及阿圖島等海域，棲息深度64-400公尺，本魚體淡紅色，略具有斑點;腹部白色;皮膚半透明;腹膜與腹部灰白色，背鰭軟條44-48枚;臀鰭軟條37-39枚，體長可達10.6公分，為深海底棲性魚類，生活在砂石底質海域，屬肉食性。